# Staro selo (Kobarid)
Staro selo (Duits: Starusell) is een plaats in Slovenië en maakt deel uit van de gemeente Kobarid in de NUTS-3-regio Goriška. De plaats telde 168 inwoners op 1 januari 2020.

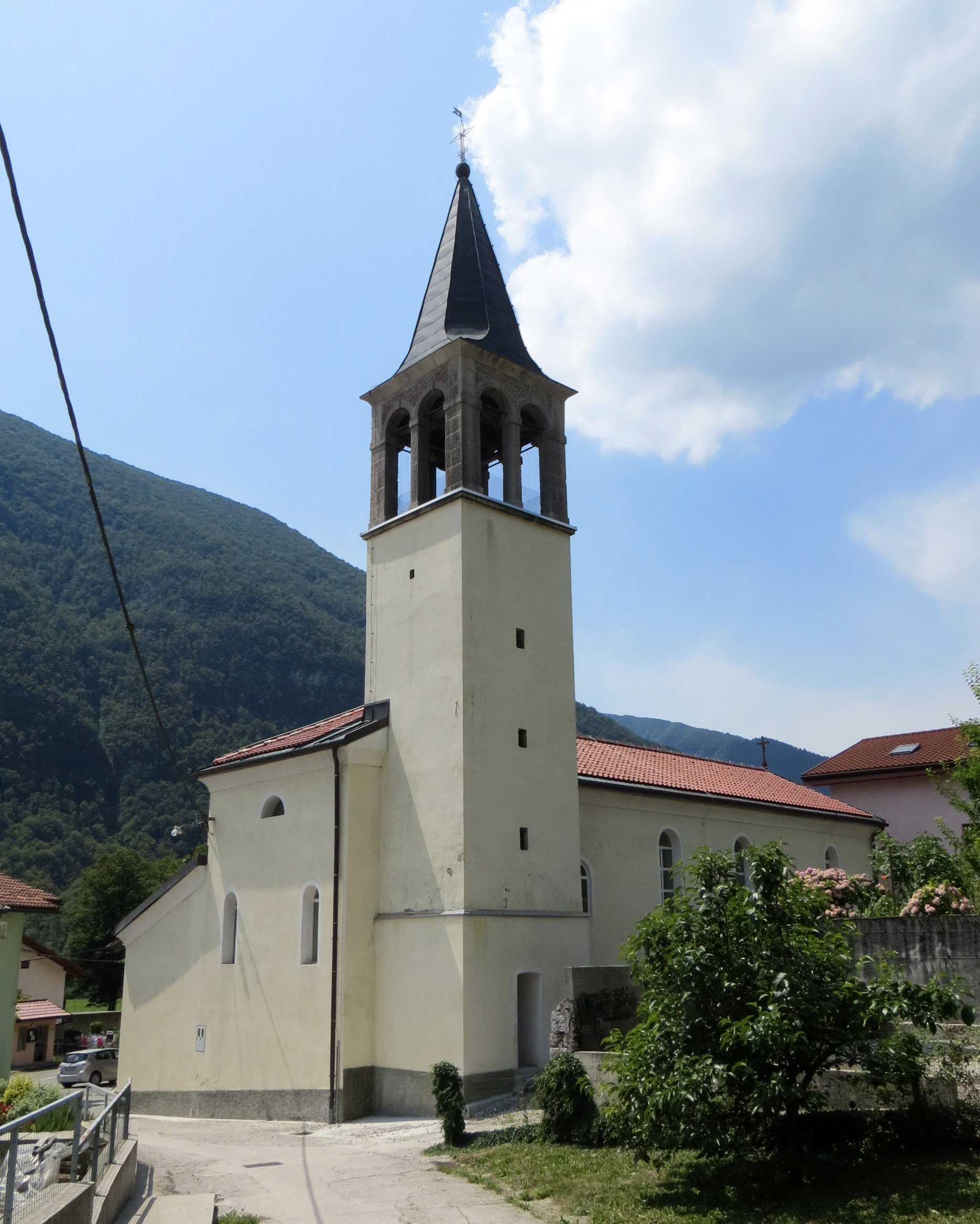
Dorpskerk